# Endofit
Endofity – drobne mikroorganizmy pasożytnicze, symbiontyczne lub komensaliczne, żyjące wewnątrz organizmów roślin. Należą do grupy endobiontów. Endofity dla roślin zazwyczaj są pasożytami powodującymi liczne choroby roślin, ale niektóre żyją z roślinami w symbiozie. Np. gatunki z rodzaju Neotyphodium zwiększają tolerancję traw na suszę, przyspieszają regenerację uszkodzeń po długotrwałej suszy, poprawiają gospodarkę azotem, zwiększają przyswajalność fosforu i zwiększają ich odporność na szkodniki, nicienie oraz na niektóre choroby.
Endofitami nazywa się również drobne rośliny wnikające w skały na skutek ich erozji.